# Forces en présence durant l'insurrection de Varsovie
Ce qui suit indique les forces militaires en présence durant l'insurrection de Varsovie, qui eut lieu du 1er août au 2 octobre 1944 lors seconde Guerre mondiale.

## Forces polonaises
Les forces
Les forces Polonaises se composent de plusieurs groupes indépendant les uns des autres :
- Armia Krajowa : le plus important mouvement de résistance, émanation de l'État polonais clandestin, lui-même structuré à partir des mouvements
  - Służba Zwycięstwu Polski (SZP) - Service de la victoire polonaise (pl)
  - Związek Walki Zbrojnej (ZWZ) - Union de la lutte armée
  - Polski Związek Powstańczy (PZP) - Union polonaise de la résistance (pl)
- Armia Ludowa
- Narodowe Siły Zbrojne
- Korpus Bezpieczeństwa (KB) - Corps de sécurité (pl)
- Polska Armia Ludowa (PAL) - Armée populaire de Pologne (pl)

Unités positionnées dans la vieille ville, quartier de Stare Miasto
- Groupe Róg (pl)
  - Bataillon Gustaw (pl) (4 compagnies)
  - Bataillon Dzik (pl)
  - Bataillon Bończa (pl) (4 compagnies)
  - Compagnie motorisée Orlęta
  - Compagnie Lubiec
  - 104e compagnie Syndykalistów (pl)
  - Bataillon Wigry (pl) (3 compagnies)
  - Bataillon Antoni
  - Bataillon AL Czwartacy (pl)
  - Groupe PWB/17
  - 1 peloton de l'Armia Ludowa
- Groupe Kuba-Sosna (pl)
  - Bataillon Nałęcz (pl)
  - Bataillon Gozdawa (pl) (3 compagnies)
  - Bataillon Łukasiński (pl) (6 compagnies)
  - Bataillon Chrobry I (pl) (4 compagnies))
  - Compagnie p. 20 Edward
  - Compagnie Ryszard
  - Compagnie Batory
  - Peloton Roja
  - Peloton de la milice du PPS
  - Peloton NSZ
- Groupe Leśnik (pl)
- Groupe Radosław (pl)
  - Brigade Dywersji Broda 53 (pl)
  - Bataillon Czata 49 (pl) (3 compagnies)
  - Bataillon Miotła (pl)
  - Bataillon Pięść (pl)
  - Bataillon Zośka (3 compagnies)
  - Bataillon Parasol (3 compagnies)
  - Compagnie Waligóra
- Groupe d'arrière-garde du groupe Nord
  - Bataillon Chrobry I (pl) (une partie)
  - Brigade motorisée NSZ Kolo (pl)
  - Compagnie Szturmowa Wyrwy

Unités positionnées dans le centre-ville Nord du quartier de Śródmieście
- Groupement Chrobry II (pl)
  - Bataillon Lecha Żelaznego (3 compagnies)
  - Bataillon Lecha Grzybowskiego (3 compagnies)
- Bataillon Rum (pl) (3 compagnies)
- Groupement Gurt (pl)
  - Bataillon Gurt (4 compagnies)
  - Bataillon WSOP (3 compagnies)
  - Groupement IV
- Groupement Kiliński (pl) (6 compagnies)
- Groupement Harnasie (pl)
  - Groupe Harnasie
  - Compagnie Lewara
- Groupement Bartkiewicz (pl) (3 compagnies)
- Compagnie Wiktor
- Groupement Hal (pl)
- Éléments à disposition
  - Compagnie Koszta (pl)
  - Compagnie no 100 WSOP
- Bataillon KB
- Bataillon Jur-Radwari (2 compagnies)

Unités positionnées dans le centre-ville Sud du quartier de Śródmieście
- Groupe Bogumil
  - Bataillon Ruczaj (pl) (4 compagnies)
  - Bataillon Miłosz (pl) (3 compagnies)
  - Groupement Kryska (pl)
    - Bataillon Tur
    - Bataillon Tum
    - Bataillon Stefan

  - Groupement Siekiera (pl)
  - Unité PAL et AL
- Groupe Sarna
  - Bataillon Bełt (pl) (3 compagnies)
  - Bataillon Sokół (pl) (2 compagnies)
  - Bataillon PAL Chrobry
- Groupe Golski
  - Bataillon Golski (pl) (5 compagnies)
  - Compagnie Szafrański
- Groupe Piorun
  - Bataillon Piorun (pl) (3 compagnies)
- Groupe Rejonu II
  - Bataillon Iwo (pl) (3 compagnies)

Unités positionnées dans le quartier de Powiśle
- Groupement Krybar (pl)
  - Bataillon Unia
  - Bataillon Konrad (pl) (3 compagnies)
  - Groupe Elektrownia
  - Bataillon Rum (3 compagnies)

Unités positionnées dans le quartier de Żoliborz
- Groupement Żaglowiec (pl)
- Groupement Żmija (pl)
- Groupement Żyrafa (pl)
- Groupement Żubr (pl)
- Groupement Żniwiarz (pl)
- Groupement Żbik (pl)
- Compagnie AL

Unités positionnées dans la forêt de Kampinos
- Groupe Kampinos (pl)
  - Régiment Palmyra-Mlociny (pl)
  - Bataillon Korwina
  - Bataillon Strzaly
  - Bataillon Znicza

Unités positionnées dans le quartier de Mokotów
- Régiment Baszta (pl)
  - Bataillon Baltyk
  - Bataillon Olza
  - Bataillon Karpaty
- Groupement Ryś
- Groupement Góral
- Groupement Oaza (pl)

Unités positionnées dans la Forêt de Chojnowskie (pl)
- Groupement Lasy Chojnowskie
- Groupement Gustaw

## Forces allemandes
Forces initiales
Heer
- Oberfeldkommandantur 225 Varsovie (OFK 225) sous les ordres du generalleutnant Rainer Stahel
- Grenadier-Regiment Ostpreussen 4 (894 hommes)
- Wachregiment (de) Warschau (400 hommes)
- Alarmregiment Warschau (400 hommes)
- Landesschützen-Bataillon 996 (650 hommes)[1]
- Landesschützen-Bataillon 997 (650 hommes)
- Landesschützen-Bataillon 998 (650 hommes)
- Armee-Panzerjäger-Abteilung 743 (120 hommes + 28 Jagdpanzer 38(t))
- Panzer-Zerstörer-Bataillon 743 (1 compagnie)
- Pioner-Bataillon 654 (300 hommes)
- Bau-Pionier-Bataillon 66
- Bau-Pionier-Bataillon 146
- Bau-Pionier-Bataillon 737
- Sicherungs-Bataillon 944 (200 hommes)
- 7 Genesungs-Kompanie (73 hommes)
- Feldgendarmerie-Kompanie 225
- Feldgendarmerie-Kompanie (mot) 914

Police
- Kommandantur Polizei sous les ordres du SS-Brigadeführer Paul Otto Geibel (de)
- SS-Polizei-Regiment 22 (800 hommes)
- Reserve-Polizei-Kompanie (220 hommes)
- SA-Standarte Feldherrnhalle (200 hommes)
- Gendarmerie (250 hommes)
- Ordnungspolizei (150 hommes)
- Gardes du corps de diverses personnalités (300 hommes)
- Sicherheitspolizei (SD) (150 hommes)

Waffen-SS
- Compagnie de cosaques SS (150 hommes)
- 2 bataillons de SS de remplacement
- SS-Panzergrenadier-Ersatz-Abteilung 3
- SS-Reitersturm 8 (200 hommes)

Luftwaffe
- Unité de garde d'aéroport Okecie (800 hommes)
- Unité de garde d'aéroport Bielany (500 hommes)
- Flakregiment80/10 Flakbrigade (3 000 hommes)
- Fliegerdivision 1 de la Luftflotte 6 sous le commandement du general der Flieger Robert Ritter von Greim
  - 26 Junker JU-87 D à Lobellen (de)
  - 32 Junker JU-87 D à Grojec
  - 5 Junker JU-87 D à Cracovie
  - 11 Junker JU-87 G à Cracovie

Renforts
- SS-Sonderbrigade Dirlewanger (881 hommes)
- SS-Sturmbrigade RONA (Brigade Kaminski) 1er régiment (1 585 hommes)
- SS-Jäger-Abteilung 501 (461 hommes)
- III. Abteilung, SS Wiking FlaK Regiment
- 111e bataillon Azeri (pl)
- Grenadier-Kompanie, SS-Junkerschule Treskau
- Kampfgruppe der SS-Führerschule Braunschweig